# Roger Cantrell
Roger Cantrell (født 8. november 1986 i Seattle, Washington, USA) alias Never Can Tell er en amerikansk bokser i letsværvægtdivisionen. 
Han har en rekordliste på 15 sejre og 2 nederlag. Hans største modstander har været Andre Ward som han tabte til via TKO i 5. omgang den 16. november i 2007.